# Гјаре-Мадона (Асти)
Гјаре-Мадона (итал. Ghiare-Madonna) је насеље у Италији у округу Асти, региону Пијемонт.
Према процени из 2011. у насељу је живело 1341 становника. Насеље се налази на надморској висини од 130 м.